# Эулмаш-шакин-шуми
Эулмаш-шакин-шуми (Eulmaš-šākin-šumi) — царь Вавилонии, правил приблизительно в 1004 — 987 годах до н. э.
Основатель VI Вавилонской династии (т. н. Дома Бази). Согласно надписи более позднего вавилонского царя Набу-апла-иддина, частично реставрировал храм Шамаша в Сиппаре.

«Эулмаш-Шакин-Шуми, сын Бази, правил четырнадцать лет. он был похоронен во дворце Кар-Мардука.